# Vstupní draft NHL 2004
Vstupní draft NHL 2004 byl 43. vstupním draftem v historii NHL.

## Výběry v draftu
Výběry v jednotlivých kolech:
- 1. kolo
- 2. kolo
- 3. kolo
- 4. kolo
- 5. kolo
- 6. kolo
- 7. kolo

### 1. kolo
| #   | Hráč                             | Národnost | Tým NHL                          | Vysokoškolský/juniorský/evropský tým |
| --- | -------------------------------- | --------- | -------------------------------- | ------------------------------------ |
| 1   | Alexandr Ovečkin (Levé křídlo) * | Rusko     | Washington Capitals              | Dynamo Moskva (Rusko)                |
| 2   | Jevgenij Malkin (Centr) *        | Rusko     | Pittsburgh Penguins              | Metallurg Magnitogorsk (Rusko)       |
| 3.  | Cam Barker (Obránce)             | Kanada    | Chicago Blackhawks               | Medicine Hat Tigers (WHL)            |
| 4.  | Andrew Ladd (Levé křídlo)        | Kanada    | Carolina Hurricanes              | Calgary Hitmen (WHL)                 |
| 5.  | Blake Wheeler (Pravé křídlo)     | USA       | Phoenix Coyotes                  | University Of Minnesota (NCAA)       |
| 6.  | Al Montoya (Brankář)             | USA       | New York Rangers                 | University of Michigan (NCAA)        |
| 7.  | Rostislav Olesz (Centr)          | Česko     | Florida Panthers                 | HC Vítkovice (Česko)                 |
| 8.  | Alexandre Picard (Levé křídlo)   | Kanada    | Columbus Blue Jackets            | Lewiston Maineiacs (QMJHL)           |
| 9.  | Ladislav Šmíd (Obránce)          | Česko     | Mighty Ducks of Anaheim          | Bílí Tygři Liberec (Česko)           |
| 10. | Boris Valábik (Obránce)          | Slovensko | Atlanta Thrashers                | Kitchener Rangers (OHL)              |
| 11. | Lauri Tukonen (Pravé křídlo)     | Finsko    | Los Angeles Kings                | Blues (Finsko)                       |
| 12. | A. J. Thelen (Obránce)           | USA       | Minnesota Wild                   | Michigan State University (NCAA)     |
| 13. | Drew Stafford (Pravé křídlo)     | USA       | Buffalo Sabres                   | University of North Dakota (NCAA)    |
| 14. | Devan Dubnyk (Brankář)           | Kanada    | Edmonton Oilers                  | Kamloops Blazers (WHL)               |
| 15. | Alexandr Radulov (Pravé křídlo)  | Rusko     | Nashville Predators              | Balašicha (Rusko)                    |
| 16. | Petteri Nokelainen (Centr)       | Finsko    | New York Islanders               | SaiPa (Finsko)                       |
| 17. | Marek Schwarz (Brankář)          | Česko     | St. Louis Blues                  | Sparta Praha (Česko)                 |
| 18. | Kyle Chipchura (Centr)           | Kanada    | Montreal Canadiens               | Prince Albert Raiders (WHL)          |
| 19. | Lauri Korpikoski (Centr)         | Finsko    | New York Rangers (Z Toronta)     | TPS Jrs. (Finsko)                    |
| 20. | Travis Zajac (Centr)             | Kanada    | New Jersey Devils                | Salmon Arm Silverbacks (BCHL)        |
| 21. | Wojtek Wolski (Levé křídlo)      | Kanada    | Colorado Avalanche               | Brampton Battalion (OHL)             |
| 22. | Lukáš Kašpar (Pravé křídlo)      | Česko     | San Jose Sharks                  | HC Chemopetrol (Česko)               |
| 23. | Andrej Meszároš (Obránce)        | Slovensko | Ottawa Senators                  | Vancouver Giants (WHL)               |
| 24. | Kris Chucko (Levé křídlo)        | Kanada    | Calgary Flames                   | Salmon Arm Silverbacks (BCHL)        |
| 25. | Rob Schremp (Centr)              | USA       | Edmonton Oilers                  | London Knights (OHL)                 |
| 26. | Cory Schneider (Brankář)         | USA       | Vancouver Canucks                | Phillips Academy (US High School)    |
| 27. | Jeff Schultz (Obránce)           | Kanada    | Washington Capitals              | Calgary Hitmen (WHL)                 |
| 28. | Mark Fistric (Obránce)           | Kanada    | Dallas Stars                     | Vancouver Giants (WHL)               |
| 29  | Mike Green (Obránce) *           | Kanada    | Washington Capitals (Z Detroitu) | Saskatoon Blades (WHL)               |
| 30. | Andy Rogers (Obránce)            | Kanada    | Tampa Bay Lightning              | Calgary Hitmen (WHL)                 |

### 2. kolo
| #   | Hráč                              | Národnost | Tým NHL                 | Vysokoškolský/juniorský/evropský tým |
| --- | --------------------------------- | --------- | ----------------------- | ------------------------------------ |
| 31. | Johannes Salmonsson (Levé křídlo) | Švédsko   | Pittsburgh Penguins     | Djurgårdens IF (Švédsko)             |
| 32. | Dave Bolland (Centr)              | Kanada    | Chicago Blackhawks      | London Knights (OHL)                 |
| 33. | Chris Bourque (Centr)             | USA       | Washington Capitals     | Cushing Academy (US High School)     |
| 34. | Johan Fransson (Obránce)          | Švédsko   | Dallas Stars            | Luleå HF (Švédsko)                   |
| 35. | Logan Stephenson (Obránce)        | Kanada    | Phoenix Coyotes         | Tri-City Americans (WHL)             |
| 36. | Darin Olver (Centr)               | Kanada    | New York Rangers        | Northern Michigan University (NCAA)  |
| 37. | David Shantz (Brankář)            | Kanada    | Florida Panthers        | Mississauga Ice Dogs (OHL)           |
| 38. | Justin Peters (Brankář)           | Kanada    | Carolina Hurricanes     | Toronto St. Michael's Majors (OHL)   |
| 39. | Jordan Smith (Obránce)            | Kanada    | Mighty Ducks of Anaheim | Sault Ste. Marie Greyhounds (OHL)    |
| 40. | Grant Lewis (Obránce)             | USA       | Atlanta Thrashers       | Dartmouth College (NCAA)             |
| 41. | Bryan Bickell (Levé křídlo)       | Kanada    | Chicago Blackhawks      | Ottawa 67's (OHL)                    |
| 42. | Roman Vološenko (Levé křídlo)     | Bělorusko | Minnesota Wild          | Krylya Sovětov Moskva Jr. (Rusko)    |
| 43. | Michael Funk (Obránce)            | Kanada    | Buffalo Sabres          | Portland Winter Hawks (WHL)          |
| 44. | Roman Teslijuk (Obránce)          | Rusko     | Edmonton Oilers         | Kamloops Blazers (WHL)               |
| 45. | Ryan Garlock (Centr)              | Kanada    | Chicago Blackhawks      | Windsor Spitfires (OHL)              |
| 46. | Adam Pineault (Pravé křídlo)      | USA       | Columbus Blue Jackets   | Boston College (NCAA)                |
| 47. | Blake Comeau (Pravé křídlo)       | Kanada    | New York Islanders      | Kelowna Rockets (WHL)                |
| 48. | Dane Byers (Levé křídlo)          | Kanada    | New York Rangers        | Prince Albert Raiders (WHL)          |
| 49. | Carl Soderberg (Centr)            | Švédsko   | St. Louis Blues         | Malmö IF (Švédsko)                   |
| 50. | Enver Lisin (Pravé křídlo)        | Rusko     | Phoenix Coyotes         | Saratov (Rusko)                      |
| 51. | Bruce Graham (Centr)              | Kanada    | New York Rangers        | Moncton Wildcats (QMJHL)             |
| 52. | Raymond Sawada (Pravé křídlo)     | Kanada    | Dallas Stars            | Nanaimo Clippers (BCHL)              |
| 53. | David Booth (Levé křídlo)         | USA       | Florida Panthers        | Michigan State University (NCAA)     |
| 54. | Jakub Šindel (Centr)              | Česko     | Chicago Blackhawks      | Sparta Praha (Česko)                 |
| 55. | Victor Oreskovich (Pravé křídlo)  | Kanada    | Colorado Avalanche      | Green Bay Gamblers (USHL)            |
| 56. | Nicklas Grossman (Pravé křídlo)   | Švédsko   | Dallas Stars            | Södertälje SK Jr. (Švédsko)          |
| 57. | Geoff Paukovich (Levé křídlo)     | USA       | Edmonton Oilers         | US National Under-18 team            |
| 58. | Kirill Ljamin (Obránce)           | Rusko     | Ottawa Senators         | CSKA Moskva (Rusko)                  |
| 59. | Kyle Wharton (Levé křídlo)        | Kanada    | Columbus Blue Jackets   | Ottawa 67's (OHL)                    |
| 60. | Brandon Dubinsky (Centr)          | USA       | New York Rangers        | Portland Winter Hawks (WHL)          |
| 61. | Alex Goligoski (Obránce)          | USA       | Pittsburgh Penguins     | Sioux Falls Stampede (USHL)          |
| 62. | Michail Junkov (Centr)            | Rusko     | Washington Capitals     | Krylja Jr. (Rusko)                   |
| 63. | David Krejčí (Centr)              | Česko     | Boston Bruins           | Kladno Jr. (Česko)                   |
| 64. | Mārtiņš Karsums (Levé křídlo)     | Lotyšsko  | Boston Bruins           | Moncton Wildcats (QMJHL)             |
| 65. | Mark Tobin (Levé křídlo)          | Kanada    | Tampa Bay Lightning     | Rimouski Océanic (QMJHL)             |

### 3. kolo
| #   | Hráč                             | Národnost  | Tým NHL                 | Vysokoškolský/juniorský/evropský tým    |
| --- | -------------------------------- | ---------- | ----------------------- | --------------------------------------- |
| 66. | Sami Lepistö (Obránce)           | Finsko     | Washington Capitals     | Jokerit (Finsko)                        |
| 67. | Nick Johnson (Pravé křídlo)      | Kanada     | Pittsburgh Penguins     | Dartmouth College (NCAA)                |
| 68. | Adam Berti (Levé křídlo)         | Kanada     | Chicago Blackhawks      | Oshawa Generals (OHL)                   |
| 69. | Casey Borer (Obránce)            | USA        | Carolina Hurricanes     | St. Cloud State University (NCAA)       |
| 70. | Brandon Prust (Centr)            | Kanada     | Calgary Flames          | London Knights (OHL)                    |
| 71. | Andrej Sekera (Obránce)          | Slovensko  | Buffalo Sabres          | Dukla Trenčín Jr. (Slovensko)           |
| 72. | Denis Paršin (Levé křídlo)       | Rusko      | Colorado Avalanche      | CSKA Moskva Jr. (Rusko)                 |
| 73. | Zdeněk Bahenský (Pravé křídlo)   | Česko      | New York Rangers        | HC Chemopetrol Jr. (Česko)              |
| 74. | Kyle Klubertanz (Obránce)        | USA        | Mighty Ducks of Anaheim | Green Bay Gamblers (USHL)               |
| 75. | Tim Brent (Centr)                | Kanada     | Mighty Ducks of Anaheim | Toronto St. Michael's Majors (OHL)      |
| 76. | Scott Lehman (Obránce)           | Kanada     | Atlanta Thrashers       | Toronto St. Michael's Majors (OHL)      |
| 77. | Shawn Weller (Levé křídlo)       | USA        | Ottawa Senators         | Capital District Selects (EJHL)         |
| 78. | Peter Ölvecký (Levé křídlo)      | Slovensko  | Minnesota Wild          | Dukla Trenčín Jr. (Slovensko)           |
| 79. | Clayton Stoner (Obránce)         | Kanada     | Minnesota Wild          | Tri-City Americans (WHL)                |
| 80. | Billy Ryan (Centr)               | USA        | New York Rangers        | Cushing Academy (US High School)        |
| 81. | Václav Meidl (Centr)             | Česko      | Nashville Predators     | Plymouth Whalers (OHL)                  |
| 82. | Sergej Ogorodnikov (Centr)       | Rusko      | New York Islanders      | Balašicha (Rusko)                       |
| 83. | Viktor Alexandrov (Pravé křídlo) | Kazachstán | St. Louis Blues         | Metallurg Novokuzněck (Rusko)           |
| 84. | Alexej Jemelin (Obránce)         | Rusko      | Montreal Canadiens      | CSK VVS Samara (Rusko)                  |
| 85. | Brian Gifford (Centr)            | USA        | Pittsburgh Penguins     | Moorhead Senior School (US High School) |
| 86. | John Lammers (Levé křídlo)       | Kanada     | Dallas Stars            | Lethbridge Hurricanes (WHL)             |
| 87. | Peter Regin (Centr)              | Dánsko     | Ottawa Senators         | Herning Bluefox (Dánsko)                |
| 88. | Clayton Barthel (Obránce)        | Německo    | Washington Capitals     | Seattle Thunderbirds (WHL)              |
| 89. | Jeff Glass (Brankář)             | Kanada     | Ottawa Senators         | Kootenay Ice (WHL)                      |
| 90. | Justin Pogge (Brankář)           | Kanada     | Toronto Maple Leafs     | Prince George Cougars (WHL)             |
| 91. | Alexander Edler (Obránce)        | Švédsko    | Vancouver Canucks       | Jamtland (Švédsko)                      |
| 92. | Rob Bellamy (Pravé křídlo)       | USA        | Philadelphia Flyers     | New England Jr. Coyotes (EJHL)          |
| 93. | Dan LaCosta (Brankář)            | Kanada     | Columbus Blue Jackets   | Owen Sound Attack (OHL)                 |
| 94. | Thomas Greiss (Brankář)          | Německo    | San Jose Sharks         | Kölner Haie (Německo)                   |
| 95. | Paul Baier (Obránce)             | USA        | Los Angeles Kings       | Deerfield Academy (US High School)      |
| 96. | Andrej Plechanov (Obránce)       | Rusko      | Columbus Blue Jackets   | Neftěchimik Nižněkamsk Jr. (Rusko)      |
| 97. | Johan Franzen (Centr)            | Švédsko    | Detroit Red Wings       | Linköpings HC (Švédsko)                 |
| 98. | Dustin Boyd (Centr)              | Kanada     | Calgary Flames          | Moose Jaw Warriors (WHL)                |

### 4. kolo
| #    | Hráč                            | Národnost | Tým NHL             | Vysokoškolský/juniorský/evropský tým |
| ---- | ------------------------------- | --------- | ------------------- | ------------------------------------ |
| 99.  | Tyler Kennedy (Centr)           | Kanada    | Pittsburgh Penguins | Sault Ste. Marie Greyhounds (OHL)    |
| 100. | J. T. Wyman (Pravé křídlo)      | USA       | Montreal Canadiens  | Dartmouth College (NCAA)             |
| 101. | R. J. Anderson (Obránce)        | USA       | Philadelphia Flyers | Centennial H.S. (US High School)     |
| 102. | Mike Lundin (Obránce)           | USA       | Tampa Bay Lightning | University of Maine (NCAA)           |
| 103. | Roman Tománek (Pravé křídlo)    | Slovensko | Phoenix Coyotes     | Povazka Bystrica (Slovensko)         |
| 104. | Fredrik Naslund (Pravé křídlo)  | Švédsko   | Dallas Stars        | Västerås IK (Švédsko)                |
| 105. | Evan Schafer (Obránce)          | Kanada    | Florida Panthers    | Prince Albert Raiders (WHL)          |
| 106. | Chad Painchaud (Pravé křídlo)   | Kanada    | Atlanta Thrashers   | Mississauga Ice Dogs (OHL)           |
| 107. | Nick Fugere (Levé křídlo)       | Kanada    | Nashville Predators | Gatineau Olympiques (QMJHL)          |
| 108. | Ashton Rome (Pravé křídlo)      | Kanada    | Boston Bruins       | Moose Jaw Warriors (WHL)             |
| 109. | Brett Carson (Obránce)          | Kanada    | Carolina Hurricanes | Calgary Hitmen (WHL)                 |
| 110. | Ned Lukacevic (Levé křídlo)     | Srbsko    | Los Angeles Kings   | Spokane Chiefs (WHL)                 |
| 111. | Ryan Jones (Útočník)            | Kanada    | Minnesota Wild      | Chatham Maroons (WOHL)               |
| 112. | Liam Reddox (Levé křídlo)       | Kanada    | Edmonton Oilers     | Peterborough Petes (OHL)             |
| 113. | Roman Kukumberg (Pravé křídlo)  | Slovensko | Toronto Maple Leafs | Dukla Trenčín (Slovensko)            |
| 114. | Patrick Bordeleau (Levé křídlo) | Kanada    | Minnesota Wild      | Val-d'Or Foreurs (QMJHL)             |
| 115. | Wes O'Neill (Obránce)           | Kanada    | New York Islanders  | Notre Dame (NCAA)                    |
| 116. | Michal Birner (Levé křídlo)     | Česko     | St. Louis Blues     | Saginaw Spirit (OHL)                 |
| 117. | Julien Sprunger (Pravé křídlo)  | Švýcarsko | Minnesota Wild      | Fribourg-Gottéron (Switzerland)      |
| 118. | Aki Seitsonen (Centr)           | Finsko    | Calgary Flames      | Prince Albert Raiders (WHL)          |
| 119. | Kevin Porter (Centr)            | USA       | Phoenix Coyotes     | US National Under 18 team            |
| 120. | Mitch Maunu (Obránce)           | Kanada    | Chicago Blackhawks  | Windsor Spitfires (OHL)              |
| 121. | Kris Hogg (Levé křídlo)         | Kanada    | Calgary Flames      | Kamloops Blazers (WHL)               |
| 122. | Alexandr Nikulin (Levé křídlo)  | Rusko     | Ottawa Senators     | CSKA Moskva Jr. (Rusko)              |
| 123. | Karel Hromas (Levé křídlo)      | Česko     | Chicago Blackhawks  | Sparta Praha Jr. (Česko)             |
| 124. | David Laliberte (Pravé křídlo)  | Kanada    | Philadelphia Flyers | Prince Edward Island Rocket (QMJHL)  |
| 125. | Andrew Sarauer (Levé křídlo)    | Kanada    | Vancouver Canucks   | Langley Hornets (BCHL)               |
| 126. | Torrey Mitchell (Centr)         | Kanada    | San Jose Sharks     | University of Vermont (Hockey East)  |
| 127. | Ryan Callahan (Pravé křídlo)    | USA       | New York Rangers    | Guelph Storm (OHL)                   |
| 128. | Evan McGrath (Centr)            | Kanada    | Detroit Red Wings   | Kitchener Rangers (OHL)              |
| 129. | Jason Churchill (Brankář)       | Kanada    | San Jose Sharks     | Halifax Mooseheads (QMJHL)           |

### 5. kolo
| #    | Hráč                             | Národnost | Tým NHL               | Vysokoškolský/juniorský/evropský tým      |
| ---- | -------------------------------- | --------- | --------------------- | ----------------------------------------- |
| 130. | Michal Sersen (Obránce)          | Slovensko | Pittsburgh Penguins   | Rimouski Océanic (QMJHL)                  |
| 131. | Trevor Kell (Pravé křídlo)       | Kanada    | Chicago Blackhawks    | London Knights (OHL)                      |
| 132. | Oscar Hedman (Obránce)           | Švédsko   | Washington Capitals   | MODO Hockey (Švédsko)                     |
| 133. | Petr Pohl (Pravé křídlo)         | Česko     | Columbus Blue Jackets | Gatineau Olympiques (QMJHL)               |
| 134. | Kris Versteeg (Pravé křídlo)     | Kanada    | Boston Bruins         | Lethbridge Hurricanes (WHL)               |
| 135. | Roman Pšurný (Levé křídlo)       | Česko     | New York Rangers      | Zlín Jr. (Česko)                          |
| 136. | Nikita Nikitin (Obránce)         | Rusko     | St. Louis Blues       | Avangard Omsk Jr. (Rusko)                 |
| 137. | Magnus Akerlund (Brankář)        | Švédsko   | Carolina Hurricanes   | HV71 Jr. (Švédsko)                        |
| 138. | Pasi Salonen (Levé křídlo)       | Finsko    | Washington Capitals   | HIFK Jr. (Finsko)                         |
| 139. | Kyle Moir (Brankář)              | Kanada    | Nashville Predators   | Swift Current Broncos (WHL)               |
| 140. | Jake Dowell (Centr)              | USA       | Chicago Blackhawks    | University of Wisconsin–Madison (NCAA)    |
| 141. | Jim McKenzie (Pravé křídlo)      | USA       | Ottawa Senators       | Sioux Falls Stampede (USHL)               |
| 142. | Juraj Gráčik (Pravé křídlo)      | Slovensko | Atlanta Thrashers     | Topoľčany (Slovensko)                     |
| 143. | Eric Neilson (Pravé křídlo)      | Kanada    | Los Angeles Kings     | Rimouski Océanic (QMJHL)                  |
| 144. | Chris Zarb (Obránce)             | USA       | Philadelphia Flyers   | Tri-City Storm (USHL)                     |
| 145. | Michal Valent (Brankář)          | Slovensko | Buffalo Sabres        | Martin Jr. (Slovensko)                    |
| 146. | Bryan Young (Obránce)            | Kanada    | Edmonton Oilers       | Peterborough Petes (OHL)                  |
| 147. | Janne Niskala (Obránce)          | Finsko    | Nashville Predators   | Lukko (Finsko)                            |
| 148. | Steve Regier (Levé křídlo)       | Kanada    | New York Islanders    | Medicine Hat Tigers (WHL)                 |
| 149. | Gino Pisellini (Pravé křídlo)    | USA       | Philadelphia Flyers   | Plymouth Whalers (OHL)                    |
| 150. | Michail Grabovskij (Centr)       | Bělorusko | Montreal Canadiens    | Neftěchimik Nižněkamsk (Rusko)            |
| 151. | Sergej Kolosov (Obránce)         | Bělorusko | Detroit Red Wings     | HK Dynamo Minsk (Bělorusko)               |
| 152. | Bret Nasby (Obránce)             | Kanada    | Florida Panthers      | Oshawa Generals (OHL)                     |
| 153. | Steven Zalewski (Centr)          | USA       | San Jose Sharks       | Northwood Prep (US High School)           |
| 154. | Richard Demen-Willaume (Obránce) | Švédsko   | Colorado Avalanche    | Frölunda HC Jr. (Švédsko)                 |
| 155. | Alexandr Michailišin (Obránce)   | Rusko     | New Jersey Devils     | Spartak Moskva 2 (Rusko)                  |
| 156. | Roman Wick (Pravé křídlo)        | Švýcarsko | Ottawa Senators       | Kloten Flyers (Switzerland)               |
| 157. | Dmitrij Vorobjev (Obránce)       | Rusko     | Toronto Maple Leafs   | Lada Togliatti (Rusko)                    |
| 158. | Brandon Elliott (Obránce)        | Kanada    | Tampa Bay Lightning   | Mississauga IceDogs (OHL)                 |
| 159. | Mike Brown (Pravé křídlo)        | USA       | Vancouver Canucks     | University of Michigan (NCAA)             |
| 160. | Ben Walter (Centr)               | Kanada    | Boston Bruins         | University of Massachusetts Lowell (NCAA) |
| 161. | Jean-Claude Sawyer (Obránce)     | Kanada    | Minnesota Wild        | Cape Breton Screaming Eagles (QMJHL)      |
| 162. | Tyler Haskins (Centr)            | USA       | Detroit Red Wings     | Toronto St. Michael's Majors (OHL)        |
| 163. | Dustin Collins (Pravé křídlo)    | USA       | Tampa Bay Lightning   | Northern Michigan (NCAA)                  |

### 6. kolo
| #    | Hráč                            | Národnost | Tým NHL                 |
| ---- | ------------------------------- | --------- | ----------------------- |
| 164. | Moises Gutierrez (Pravé křídlo) | USA       | Pittsburgh Penguins     |
| 165. | Scott McCullouch (Levé křídlo)  | Kanada    | Chicago Blackhawks      |
| 166. | Peter Guggisberg (Pravé křídlo) | Švýcarsko | Washington Capitals     |
| 167. | Rob Page (Obránce)              | USA       | Columbus Blue Jackets   |
| 168. | Kevin Cormier (Centr)           | Kanada    | Phoenix Coyotes         |
| 169. | Jordan Foote (Levé křídlo)      | Kanada    | New York Rangers        |
| 170. | Ladislav Ščurko (Centr)         | Slovensko | Philadelphia Flyers     |
| 171. | Frederik Cabana (Centr)         | Kanada    | Philadelphia Flyers     |
| 172. | Matt Auffrey (Pravé křídlo)     | USA       | Mighty Ducks of Anaheim |
| 173. | Adam Pardy (Obránce)            | Kanada    | Calgary Flames          |
| 174. | Scott Parse (Levé křídlo)       | USA       | Los Angeles Kings       |
| 175. | Aaron Boogaard (Pravé křídlo)   | Kanada    | Minnesota Wild          |
| 176. | Patrick Kaleta (Pravé křídlo)   | USA       | Buffalo Sabres          |
| 177. | Max Gordichuk (Obránce)         | Kanada    | Edmonton Oilers         |
| 178. | Mike Santorelli (Pravé křídlo)  | Kanada    | Nashville Predators     |
| 179. | Jaroslav Mrázek (Levé křídlo)   | Česko     | New York Islanders      |
| 180. | Roman Polák (Obránce)           | Česko     | St. Louis Blues         |
| 181. | Loic Lacasse (Brankář)          | Kanada    | Montreal Canadiens      |
| 182. | Fred Wikner (Pravé křídlo)      | Švédsko   | Calgary Flames          |
| 183. | Trevor Ludwig (Obránce)         | USA       | Dallas Stars            |
| 184. | Derek Peltier (Obránce)         | USA       | Colorado Avalanche      |
| 185. | Josh Disher (Brankář)           | Kanada    | New Jersey              |
| 186. | Dan Turple (Brankář)            | Kanada    | Atlanta Thrashers       |
| 187. | Robbie Earl (Levé křídlo)       | USA       | Toronto Maple Leafs     |
| 188. | Jan Zapletal (Obránce)          | Česko     | Tampa Bay Lightning     |
| 189. | Julien Ellis-Plante (Brankář)   | Kanada    | Vancouver Canucks       |
| 190. | Lennart Petrell (Centr)         | Finsko    | Columbus Blue Jackets   |
| 191. | Karri Ramo (Brankář)            | Finsko    | Tampa Bay Lightning     |
| 192. | Anton Axelsson (Levé křídlo)    | Švédsko   | Detroit Red Wings       |
| 193. | Kevin Schaeffer (Obránce)       | USA       | Nashville Predators     |

### 7. kolo
| #    | Hráč                                        | Národnost      | Tým NHL                 |
| ---- | ------------------------------------------- | -------------- | ----------------------- |
| 194. | Chris Peluso (Obránce)                      | USA            | Pittsburgh Penguins     |
| 195. | Jean-Michel Rizk (Pravé křídlo)             | Kanada         | Minnesota Wild          |
| 196. | Petri Kontiola (Centr)                      | Finsko         | Chicago Blackhawks      |
| 197. | Andrew Gordon (Pravé křídlo)                | Kanada         | Washington Capitals     |
| 198. | Justin Vienneau (Obránce)                   | Kanada         | Columbus Blue Jackets   |
| 199. | Chad Kolarik (Centr)                        | USA            | Phoenix Coyotes         |
| 200. | Matt Schenider (Centr)                      | Kanada         | Calgary Flames          |
| 201. | Michael Vernace (Obránce)                   | Kanada         | San Jose Sharks         |
| 202. | Ryan Pottruff (Obránce)                     | Kanada         | Carolina Hurricanes     |
| 203. | Gabriel Bouthillette (Brankář)              | Kanada         | Mighty Ducks of Anaheim |
| 204. | Miikka Tuomainen (Levé křídlo)              | Finsko         | Atlanta Thrashers       |
| 205. | Mike Curry (Pravé křídlo)                   | USA            | Los Angeles Kings       |
| 206. | Anton Chudobin (Brankář)                    | Kazachstán     | Minnesota Wild          |
| 207. | Mark Mancari (Pravé křídlo)                 | Kanada         | Buffalo Sabres          |
| 208. | Stephane Goulet (Pravé křídlo)              | Kanada         | Edmonton Oilers         |
| 209. | Stanislav Balán (Centr)                     | Česko          | Nashville Predators     |
| 210. | Emil Axelsson (Obránce)                     | Švédsko        | New York Islanders      |
| 211. | David Fredriksson (Levé křídlo)             | Švédsko        | St. Louis Blues         |
| 212. | Jon Gleed (Obránce)                         | Kanada         | Montreal Canadiens      |
| 213. | James Spratt (Brankář)                      | USA            | Calgary Flames          |
| 214. | Troy Brouwer (Levé křídlo)                  | Kanada         | Chicago Blackhawks      |
| 215. | Ian Keserich (Brankář)                      | USA            | Colorado Avalanche      |
| 216. | Pierre-Luc Letourneau-Leblond (Levé křídlo) | Kanada         | New Jersey Devils       |
| 217. | Tyler Eckford (Obránce)                     | Kanada         | New Jersey Devils       |
| 218. | Sergej Kukušin (Pravé křídlo)               | Bělorusko      | Dallas Stars            |
| 219. | Joe Cooper (Pravé křídlo)                   | Kanada         | Ottawa Senators         |
| 220. | Maxim Semjonov (Obránce)                    | Rusko          | Toronto Maple Leafs     |
| 221. | Daniel Taylor (Brankář)                     | Velká Británie | Los Angeles Kings       |
| 222. | Jordan Morrison (Obránce)                   | Kanada         | Pittsburgh Penguins     |
| 223. | Jared Walker (Levé křídlo)                  | Kanada         | Chicago Blackhawks      |
| 224. | Matt Hunwick (Obránce)                      | USA            | Boston Bruins           |
| 225. | David MacDonald (Obránce)                   | Kanada         | San Jose Sharks         |
| 226. | Steven Covington (Pravé křídlo)             | Kanada         | Detroit Red Wings       |
| 227. | Chris Campoli (Obránce)                     | Kanada         | New York Islanders      |

### 8. kolo
| #    | Hráč                              | Národnost | Tým NHL                 |
| ---- | --------------------------------- | --------- | ----------------------- |
| 228. | David Brown (Brankář)             | Kanada    | Pittsburgh Penguins     |
| 229. | Eric Hunter (centr)               | Kanada    | Chicago Blackhawks      |
| 230. | Justin Mrazek (Brankář)           | Kanada    | Washington Capitals     |
| 231. | Brian McGuirk (levé křídlo)       | USA       | Columbus Blue Jackets   |
| 232. | Martin Houle (Brankář)            | Kanada    | Philadelphia Flyers     |
| 233. | Matt Greer (levé křídlo)          | USA       | Columbus Blue Jackets   |
| 234. | Derek MacIntyre (Brankář)         | USA       | San Jose Sharks         |
| 235. | Jonáš Fiedler (Pravé křídlo)      | Česko     | Carolina Hurricanes     |
| 236. | Matt Christie (centr)             | Kanada    | Mighty Ducks of Anaheim |
| 237. | Mitch Carefoot (centr)            | Kanada    | Atlanta Thrashers       |
| 238. | Yutaka Fukufuji (Brankář)         | Japonsko  | Los Angeles Kings       |
| 239. | Brandon Yip (Pravé křídlo)        | Kanada    | Colorado Avalanche      |
| 240. | Aaron Gagnon (centr)              | Kanada    | Phoenix Coyotes         |
| 241. | Mike Card (obránce)               | Kanada    | Buffalo Sabres          |
| 242. | Tyler Spurgeon (centr)            | Kanada    | Edmonton Oilers         |
| 243. | Denis Kuljaš (obránce)            | Rusko     | Nashville Predators     |
| 244. | Jason Pitton (levé křídlo)        | Kanada    | New York Islanders      |
| 245. | Justin Keller (levé křídlo)       | Kanada    | Tampa Bay Lightning     |
| 246. | Gregory Stewart (Pravé křídlo)    | Kanada    | Montreal Canadiens      |
| 247. | Jonathan Paiement (obránce)       | Kanada    | New York Rangers        |
| 248. | Lukáš Vomela (obránce)            | Česko     | Dallas Stars            |
| 249. | J. D. Corbin (levé křídlo)        | USA       | Colorado Avalanche      |
| 250. | Nathan Perkovich (Pravé křídlo)   | USA       | New Jersey Devils       |
| 251. | Matthew McIlvane (centr)          | USA       | Ottawa Senators         |
| 252. | Jan Steber (centr)                | Česko     | Toronto Maple Leafs     |
| 253. | Travis Gawryletz (obránce)        | Kanada    | Philadelphia Flyers     |
| 254. | David Schulz (obránce)            | Kanada    | Vancouver Canucks       |
| 255. | Anton Hedman (levé křídlo)        | Švédsko   | Boston Bruins           |
| 256. | Matthew Ford (Pravé křídlo)       | USA       | Chicago Blackhawks      |
| 257. | Gennadij Stoljarov (Pravé křídlo) | Rusko     | Detroit Red Wings       |
| 258. | Pekka Rinne (Brankář)             | Finsko    | Nashville Predators     |

### 9. kolo
| #    | Hráč                              | Národnost | Tým NHL                 |
| ---- | --------------------------------- | --------- | ----------------------- |
| 259. | Brian Ihnacak (Centr)             | Kanada    | Pittsburgh Penguins     |
| 260. | Marko Anttila (Pravé křídlo)      | Finsko    | Chicago Blackhawks      |
| 261. | William Engasser (Levé křídlo)    | USA       | Phoenix Coyotes         |
| 262  | Mark Streit (Obránce) *           | Švýcarsko | Montreal Canadiens      |
| 263. | Travis Morin (Centr)              | USA       | Washington Capitals     |
| 264. | Valtteri Tenkanen (Centr)         | Finsko    | Los Angeles Kings       |
| 265. | Daniel Winnik (Centr)             | Kanada    | Phoenix Coyotes         |
| 266. | Jakub Petružálek (Pravé křídlo)   | Česko     | New York Rangers        |
| 267. | Spencer Dillon (Obránce)          | USA       | Florida Panthers        |
| 268. | Martin Vágner (Obránce)           | Česko     | Carolina Hurricanes     |
| 269. | Janne Pesonen (Pravé křídlo)      | Finsko    | Mighty Ducks of Anaheim |
| 270. | Matthew Siddall (Pravé křídlo)    | Kanada    | Atlanta Thrashers       |
| 271. | Grant Clitsome (Obránce)          | Kanada    | Columbus Blue Jackets   |
| 272. | Kyle Wilson (Centr)               | Kanada    | Minnesota Wild          |
| 273. | Dylan Hunter (Levé křídlo)        | Kanada    | Buffalo Sabres          |
| 274. | Bjorn Bjurling (Brankář)          | Švédsko   | Edmonton Oilers         |
| 275. | Craig Switzer (Obránce)           | Kanada    | Nashville Predators     |
| 276. | Sylvain Michaud (Brankář)         | Kanada    | New York Islanders      |
| 277. | Jonathan Boutin (Pravé křídlo)    | Kanada    | St. Louis Blues         |
| 278. | Alexandre Dulac-Lemelin (Obránce) | Kanada    | Montreal Canadiens      |
| 279. | Adam Cracknell (Pravé křídlo)     | Kanada    | Calgary Flames          |
| 280. | Matt McKnight (Centr)             | Kanada    | Dallas Stars            |
| 281. | Stephen McLellan (Obránce)        | USA       | Colorado Avalanche      |
| 282. | Valerij Klimov (Obránce)          | Rusko     | New Jersey Devils       |
| 283. | Luke Beaverson (Obránce)          | USA       | Florida Panthers        |
| 284. | John Wikner (Levé křídlo)         | Švédsko   | Ottawa Senators         |
| 285. | Mike Guthrie (Obránce)            | USA       | Toronto Maple Leafs     |
| 286. | Triston Grant (Levé křídlo)       | Kanada    | Philadelphia Flyers     |
| 287. | Jannik Hansen (Pravé křídlo)      | Dánsko    | Vancouver Canucks       |
| 288. | Brian Mahoney-Wilson (Brankář)    | USA       | San Jose Sharks         |
| 289. | Christian Jensen (Obránce)        | USA       | San Jose Sharks         |
| 290. | Nils Backström (Obránce)          | Švédsko   | Detroit Red Wings       |
| 291. | John Carter (Centr)               | USA       | Philadelphia Flyers     |